# Mat Hoffman's Pro BMX
Mat Hoffman's Pro BMX è un videogioco di corse in bici in varie città. È stato pubblicato dall'Activision e sviluppato dalla Runecraft. È il primo titolo della serie Mat Hoffman's Pro BMX.

## Personaggi giocabili
- Mat Hoffman
- Mike Escamilla
- Joe Butcher Kowalski
- Cory Nastazio
- Simon Tabron
- Rick Thorne
- Kevin Robinson
- Dennis McCoy
- Tony Hawk (segreto, sbloccabile finendo con un personaggio la Career Mode)
- Granny

## Livelli Giocabili
- Mat Hoffman Bike Factory
- Construction Yard
- London Underground
- Bluetorch Competition
- New York City Park
- Treatment Plant
- La Habra, California
- CFB Competition